# Weitmarer Holz

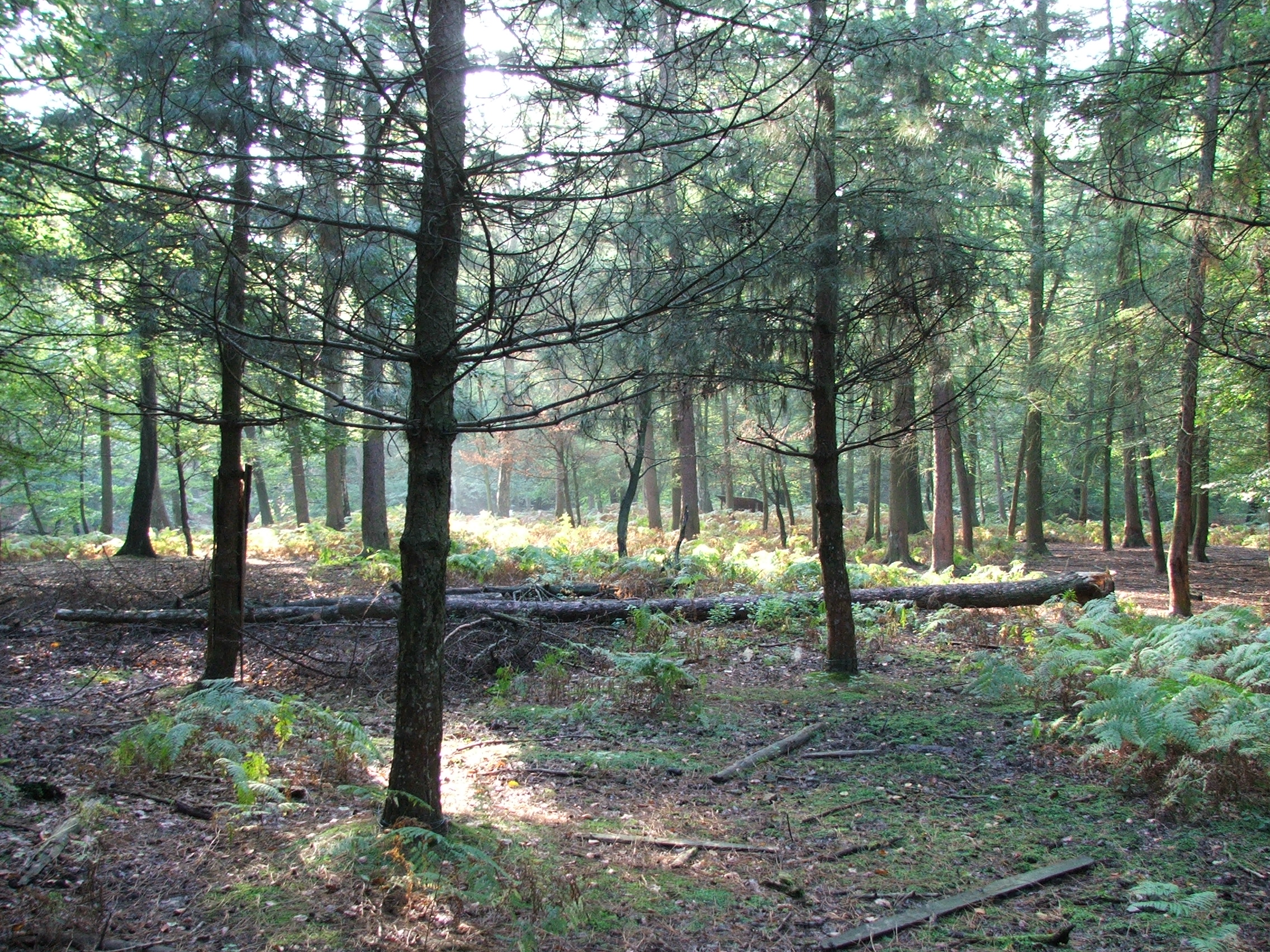
Weitmarer Holz

Das Weitmarer Holz ist ein 80 Hektar großer Wald und Naherholungsgebiet im Süden des Bochumer Stadtteils Weitmar.

## Bestand
Der Baumbestand umfasst vornehmlich Eichen, Buchen und vereinzelt auch Koniferen. Neben mehreren Wildgehegen mit Damwild und Wildschweinen, einigen Wanderwegen und Reitwegen befindet sich dort in unmittelbarer Nähe auch das Institut für Umwelt- und Zukunftsforschung (IUZ) an der Sternwarte Bochum, sowie das Deutsche Forum für Figurentheater und Puppenspielkunst (dfp). Das Waldgebiet wird zudem von Spaziergängern, Fahrradfahrern und Läufern genutzt.

## Geschichte
Historisch war dieses Waldgebiet um ein Vielfaches größer. Unter Vorsitz des Holzrichters, der auf Haus Weitmar ansässig war, wurde die „Weitmarer Mark“ genossenschaftlich genutzt. Mit königlichem Erlass vom 12. Juni 1756 wurde der Wald privatisiert und von 1817 bis 1829 auf 21 Markgenossen verteilt. Der Großteil wurde daraufhin abgeholzt und besiedelt. In diesem Zeitraum wurde die Markstraße gebaut.
Zudem wurde hier im Weitmarer Holz schon früh Steinkohle abgebaut. Der Legende nach fand sie ein Schweinehirt namens Jörgen durch Zufall, da das Feuer, das er abends in einer Kuhle entzündete, morgens immer noch glimmte und Wärme abgab. Ihm wurde an der Straße „Zum Bliestollen“ ein Denkmal gesetzt, der sogenannte „Jörgenstein“.
In dem Wald gab es nach dem Zweiten Weltkrieg viele Kleinzechen. Der nötige Bedarf von Kohle konnte nicht von den, teils zerstörten, Großzechen gedeckt werden. Ein Zentrum dieser Zechen waren die Täler an der Ruhr, in denen, wie schon in den Notzeiten nach dem Ersten Weltkrieg, mit teils unkontrolliertem Abbau in den alten Anlagen des 18. und 19. Jahrhunderts gegraben wurde. Die Fördermengen waren gering, und nur wenige Bergleute waren hier beschäftigt. Diese Zechen erhielten im Volksmund den Namen „Pütt Eimerweise“. Nichtsdestotrotz im Bochumer Süden in den 1950er Jahren zwischenzeitlich bis zu 100 Kleinzechen. Dies wurde gerade im Weitmarer Holz auch zu einem gravierenden Umweltproblem. Somit wurde das Abbaugebiet nur ein, heute unbekannter, Motor des Wirtschaftswunders, sondern auch der Start eines wandelnden Umweltbewusstseins. Es wurde vonseiten der Bürger und der Stadtverwaltung versucht, eine rücksichtslose Unterordnung der Natur unter industrielle Interessen zu unterbinden.
Merkliche Schäden erlitt das Weitmarer Holz in jüngerer Zeit durch den Orkan „Kyrill“ von 2007 und durch das  Tiefdruckgebiet „Ela“ im Jahr 2014.